# Jan Chryzostom Janiszewski
Jan Chryzostom Janiszewski (ur. 27 stycznia 1818 w Pudliszkach, zm. 11 października 1891 w Gnieźnie) – polski duchowny katolicki, biskup sufragan biskupstwa poznańskiego w latach 1871–1891. Polski działacz patriotyczny i polityk, członek Zarządu Centralnego Towarzystwa Gospodarczego dla Wielkiego Księstwa Poznańskiego w 1861 roku.

## Życiorys
Jan Chryzostom Janiszewski urodził się 27 stycznia 1818 we wsi Pudliszki. Był synem Jana Janiszewskiego i Cyryli z domu Świerczyńskiej. Święcenia kapłańskie przyjął w 1844. Janiszewski jako patriota przyłączył się do polskich działaczy niepodległościowych i z kilkoma innymi duchownymi reprezentował duchowieństwo w Komitecie Narodowym, utworzonym 20 marca 1848 w Poznaniu.
Janiszewski próbował wspierać Polaków z Wielkiego Księstwa Poznańskiego reprezentując ich interesy jako polityk. Krótko przed kapitulacją powstania jako jedyny oficjalny reprezentant społeczeństwa polskiego brał udział w obradach parlamentu frankfurckiego. Obrady zaczęły się jednak już po kapitulacji polskich powstańców i w niesprzyjającej atmosferze. Z tego powodu ksiądz Janiszewski nie mógł odegrać poważniejszej roli w dyskusji nad sprawą polską. W czerwcu 1848 Janiszewski współtworzył polską delegację z Wielkopolski na Zjazd Słowiański w Pradze. W czasie obrad był członkiem komisji polskiej wchodzącej w skład sekcji polsko-ruskiej. Wraz z kilkoma innymi działaczami narodowymi został wybrany do pruskiego Landtagu, gdzie współtworzył Ligę Polską. Wraz z innymi posłami wielkopolskimi na znak protestu przeciwko postanowieniom konstytucji pruskiej nie uwzględniającej praw społeczności polskiej złożył mandat 5 lutego 1850. Do Sejmu został powtórnie wybrany 16 marca 1850.
W latach 1851–1866 pełnił posługę kapłańską w parafii pw. Św. Małgorzaty w Kościelcu. Od 1871 do śmierci zajmował stanowisko biskupa sufragana w archidiecezji poznańskiej. Z tego powodu był prześladowany przez władze pruskie w czasie Kulturkampfu i aresztowany w 1875, razem z biskupem sufraganem Józefem Cybichowskim.
Jan Janiszewski zmarł w Gnieźnie 11 października 1891. Pozostawił po sobie zapiski swoich kazań i mów, wydanych pierwszy raz we Lwowie w 1878 w formie książki Dwadzieścia mów i kazań przygodnych mianych przez ks. Jan Chryzostoma Janiszewskiego.